# Trioserica sparsequamosa
Trioserica sparsequamosa is een keversoort uit de familie bladsprietkevers (Scarabaeidae). De wetenschappelijke naam van de soort is voor het eerst geldig gepubliceerd in 1922 door Moser.